# Maria av Cypern
Maria de Lusignan av Cypern, född 1273, död 1319, var en drottning av Aragonien; gift med kung Jakob II av Aragonien. 

## Biografi
Maria var dotter till Hugo III av Cypern och syster till Henrik II av Cypern. 
Förhandlingar om äktenskap inleddes 1311. Jakob ville gifta sig med en cypriotisk prinsessa för att om möjligt kunna ärva Cyperns tron, eftersom Henrik II var barnlös. Eftersom Maria var oattraktiv efterfrågade han att hennes arvsrätt överfördes till hennes syster Heloise, men eftersom Maria var äldst stod hon först i tronföljden och det var därför med henne Jakob gifte sig. Vigseln ägde rum 1314.
Äktenskapet beskrivs som olyckligt. Maria beskrivs som passiv och med svårigheter att anpassa sig till den aragonska kulturen, och relationen till Jakob artig men kall. Snart bodde makarna separerade, med Maria i en egen bostad med ett separat hov. 1318 reducerade dessutom Jakob hennes inkomst och hushåll och försämrade hennes standard.
Paret fick inga barn, och eftersom Maria avled före sin bror, gick Jakob miste om hennes arvsrätt till Cypern. 